# Cx48 Radio Femenina
Radio Femenina fue una emisora de radio de Uruguay. 

## Historia
Inicio sus transmisiones en octubre de 1935 y se consolidó como la primera radio en el hemisferio occidental con un formato dirigido a la mujer. Si bien inicialmente se creó como una forma de comercializar la radio, con el correr de los años las voces educacionales y culturales comenzaron a ganar su lugar en la programación, llegando a contar con la participación de destacadas  intelectuales y activistas uruguayas.
En sus primeros tiempos, a dos de la tarde una delicada voz de "Ana María" leía poemas de  Amado Nervo o Gustavo Adolfo Bécquer, la "Señora Gilda" compartía consejos de ama de casa en su audición "recetas domésticas", o irradiaba música de Mercedes Simone o Charlo. Esta era la programación típica mientras la emisora era propiedad de "Vásquez y Cía". En el año 1939 la radio es adquirida por el grupo "Filgueira, Cánepa y Cía" quien impulsarían un cambio de formato.
En esta nueva etapa, era normal escuchar las voces de personalidades como Paulina Luisi, la feminista uruguaya más prominente de la época, así como invitadas especiales de otros movimientos feministas y pacifistas como Frances Benedict Stewart.. Además se irradiaban programas acerca de derechos civiles y políticos, Radio Femenina tenía también programas políticos de ideología prosocialista y antifascista.
Informes de vigiliancia del FBI indicaban que al principio de la década de 1940 la estación era propiedad de Cánepa, quién también tenía Radio Uruguay, y según informes era un simpatizante Nazi. Hasta 1943 la estación operaba y hasta 1942 estaba listada como un medio proaliado. Radio Femenina fue clausurada por lo que parecía ser el resultado de los ideales de su dueño, más que por su programación.
La estación recuperó su licencia para transmitir en 1945, aunque su participación en el mercado era pequeña comparado a otras estaciones. Hasta 1972 continuaba activa pero en 1973, tras el golpe de Estado en Uruguay, se revocó su licencia y esta dejó de emitir.